# Смирнов, Геннадий Николаевич
Геннадий Николаевич Смирнов (30 сентября 1940 года, с. Павлиха, Кинешемский район, Ивановская область, РСФСР, СССР — 5 августа 1998 года, Орехово-Зуево, Московская область, Российская Федерация) — кузбасский горняк, прославленный руководитель очистной бригады шахты «Юбилейная». Герой Социалистического Труда.

## Биография
Родился 30 сентября 1940 года в деревне Павлиха Кинешемского района Ивановской области.
Образование среднее специальное. Окончил Осинниковский горный техникум (1978, заочно). Трудовую деятельность начал в 1959 году столяром на мебельной фабрике. С 1959 по 1962 годы работал проходчиком на шахте «Капитальная» в г. Осинники. С 1962 по 1967 годы — горнорабочий очистного забоя шахты имени С. Орджоникидзе, с 1967 по 1968 годы — машинист комбайна гидрошахты «Байдаевская-Северная-2», с 1968 по 1972 годы — машинист комбайна гидрошахты «Байдаевская-Северная».
С 1972 по 1992 годы — машинист комбайна, бригадир очистной бригады шахты «Юбилейная» производственного объединения по добыче угля гидравлическим способом «Гидроуголь» (Новокузнецк).
30 октября 1973 года коллективом бригады Геннадия Смирнова был установлен мировой рекорд добычи угля: на-гора было выдано 1.232.835 тонн угля и сэкономлено при этом 156 тысяч рублей. В 1972 и 1973 году коллектив бригады завоёвывал переходящее Красное знамя Министерства угольной промышленности СССР и ЦК профсоюза рабочих угольной промышленности. В 1974 году бригада под руководством Г. Н. Смирнова, вновь установила мировой рекорд добычи угля, выдав на-гора полтора миллиона тонн угля. В июле-августе 1975 года коллектив бригады установил новый Всесоюзный рекорд, добыв за 25 рабочих дней 211 578 тонн угля. Бригада Г.Н. Смирнова — инициатор коллективного наставничества над комсомольско-молодёжной бригадой Евгения Мусохранова. 16 декабря 1976 года обе бригады выдали на-гора по 1 миллиону тонн угля.
Член КПСС в 1971—91 гг., член Кемеровского обкома КПСС, делегат XXV съезда КПСС. Депутат Верховного Совета СССР (1974—84 гг.). Член Президиума Верховного Совета СССР (1974—84 гг.).
В 1992 году переехал в город Орехово-Зуево Московской области.
Скончался 5 августа 1998 года в городе Орехово-Зуево Московской области. Похоронен на Ново-Люберецком кладбище города Люберцы, участок 2.

## Награды и звания
- 1972 — звание «Почётный шахтёр» (Приказ Министра от 07.07.1972 № 270-К);
- 13 ноября 1973 года — Герой Социалистического Труда за выдающиеся успехи в выполнении социалистических обязательств по добыче угля и достижение высоких технико-экономических показателей в работе;
- Орден Ленина,
- Орден Октябрьской революции,
- Орден Трудового Красного Знамени;
- Знак «Шахтёрская слава» трёх степеней;
- Занесен на Доску Почёта передовиков производства Министерства угольной промышленности СССР по показателям за 1974—1975 годы (Постановление коллегии МУП СССР и Президиума ЦК профсоюзов рабочих угольной промышленности от 14.08 1975 г. № 74 пр/16).

## Источник
- Имя в истории города
- Наставник-коллектив. — М.: Профиздат, Н32 1979. — 64 с. (Б-чка наставника).
- Шахтёрские бригадиры Кузбасса. Смирнов Г.Н.
- [=%D0%BD%D0%BE%D0%B2%D0%BE%D0%BA%D1%83%D0%B7%D0%BD%D0%B5%D1%86%D0%BA Телеочерк о Г.Н.Смирнове]